# Бор-Форпост
Бор-Форпо́ст (рос. Бор-Форпост) — село у складі Волчихинського району Алтайського краю, Росія. Адміністративний центр та єдиний населений пункт Бор-Форпостівської сільської ради.

## Населення
Населення — 939 осіб (2010; 1140 у 2002).
Національний склад (станом на 2002 рік):
- росіяни — 83 %